# Центр прав людини ZMINA
Центр прав людини ZMINA (раніше Центр інформації про права людини) — громадська правозахисна організація, місія якої — будувати країну, де кожна людина може захистити свої права. Організація була заснована Максимом Буткевичем, Тетяною Печончик і Мариною Говорухіною у 2012 році. Головний офіс знаходиться у місті Київ.
ZMINA працює у сфері захисту свободи слова, зібрань і об'єднань, протидії дискримінації, попередження тортур і жорстокого поводження, боротьби із безкарністю, підтримує правозахисників, громадських активістів і медіа в Україні, включаючи тимчасово окуповані території, а також захищає осіб, які потерпіли в результаті збройної агресії Росії проти України. Організація проводить інформаційні кампанії, освітні програми, займається моніторингом та документуванням випадків порушень прав людини й міжнародних злочинів, готує дослідження та аналітику й добивається змін завдяки національній та міжнародній адвокації.
Після початку повномасштабного вторгнення Росії в Україну в лютому 2022 року ZMINA сконцентрувала свої зусилля на документуванні воєнних злочинів і злочинів проти людяності, вчинених збройними силами Росії на тимчасово окупованих територіях України. Організація працює для підтримки жертв російської збройної агресії в Україні та притягнення до відповідальності вищого керівництва РФ і безпосередніх виконавців воєнних злочинів та злочинів проти людяності. 
Зокрема, Центр прав людини ZMINA став одним із ініціаторів створення Коаліції «Україна. П'ята ранку» — об'єднання правозахисних організацій, які збирають та документують воєнні злочини і злочини проти людяності, вчинені в ході російської збройної агресії проти України. Коаліція стала лауреатом премії «Відкрите суспільство» Центрально-Європейського університету та отримала премію від німецького Інституту міжнародних відносин Institut für Auslandsbeziehungen за внесок у сприянні міжкультурним стосункам через соціальну, суспільно-політичну чи мистецьку діяльність.
У листопаді 2024 року ZMINA оголосили «небажаною організацією» в Росії.